# Rayman (personaje)
Rayman es el personaje principal de la serie de videojuegos del mismo nombre creado por Ubisoft. Desde su primera aparición en Rayman en 1995, este personaje ha protagonizado tres secuelas. Además, fue uno de los personajes principales en los tres primeros juegos de la serie Rayman Raving Rabbids.

## Apariencia, personalidad y habilidades
El aspecto más llamativo de Rayman es que no posee ni brazos, ni piernas ni cuello, por lo que sus miembros están separados entre sí.
Rayman también es conocido por volar con su cabello.

## Historia
Rayman apareció por primera vez en Rayman, un videojuego de plataformas 2D para PlayStation, Atari Jaguar y Sega Saturn en el que debemos salvar a los electoons y al hada Betilla del malvado Mr. Dark. Debido a su gran éxito comercial y de crítica, en 1999 es lanzado Rayman 2: The Great Escape, un videojuego de plataformas y acción que presentaba grandes novedades sobre el primer título, pues era en 3D y tenía una historia más desarrollada con más personajes, como Globox, Polokus y los diminutos, entre otros. Aunque no tuvo el éxito de ventas la primera parte, fue muy bien acogido por los seguidores y la crítica y es considerado el mejor juego de la saga hasta el día de hoy. Cuatro años más tarde, en 2003, la tercera parte fue lanzada: Rayman 3: Hoodlum Havoc, que presentaba una jugabilidad muy similar a la segunda parte. El último juego de esta saga, Rayman: Hoodlums' Revenge, apareció en 2005, esta vez para una consola portátil, GBA y con una jugabilidad en perspectiva isométrica (pseudo 3D).
Los años siguientes de Rayman (desde 2006 hasta 2008) estarían marcados por unos nuevos enemigos, los Rabbids, unos conejos locos y carismáticos que le harían la vida imposible a nuestro héroe. Los juegos de esta nueva serie se caracterizan en un mayor énfasis en minijuegos multijugador y el Party Game. Rayman coprotagonizó junto con los Rabbids tres juegos: Rayman Raving Rabbids (2006), donde los Rabbids eran los villanos; y después Rayman Raving Rabbids 2 (2007) y Rayman Raving Rabbids TV Party (2008), donde los Rabbids pasaron a ser los personajes principales, dejando a Rayman en un segundo plano. A pesar de unas críticas generalmente positivas y un gran éxito en ventas, algunos fanes de los primeros videojuegos de Rayman quedaron descontentos debido a la pérdida de protagonismo que Rayman sufrió frente a los Rabbids y al hecho de que estos juegos estaban más dirigidos a un nuevo público ocasional que al jugador tradicional.
Desde entonces, Raving Rabbids se convirtió en una saga independiente, sin Rayman, dirigida a un público más ocasional; por otro lado, Rayman estuvo ausente durante varios años hasta que se anunció Rayman Origins. Este título devuelve a Rayman al género de las plataformas en 2D y supuso el regreso de los personajes clásicos de la saga, como Globox y Betilla. Se lanzó en 2011.
En 2012 fue anunciado Rayman Legends, el cual saldriá exclusivamente para Wii U, pero el director general de Ubisoft había confirmado el lanzamiento también para Xbox 360, PlayStation 3, PlayStation Vita y PC. Rayman Legends es la secuela directa de Rayman Origins, continuando con el género de plataformas en 2D y con la mayoría de los personajes de Rayman Origins y nuevos personajes. El lanzamiento del juego iba a ser el 30 de noviembre de 2012, pero debido a muchos retrasos se lanzó finalmente  el 29 de agosto de 2013.
El 12 de septiembre de 2017 fue lanzado Rayman Legends Definitive Edition de forma exclusiva para Nintendo Switch, una versión del juego original adaptada a la consola híbrida de Nintendo, que junta la mayor parte de contenido de las versiones anteriores, como el control táctil en los niveles de Murfy de la versión de Wii U o el control mediante botones presentado en las versiones restantes.
El 3 de septiembre de 2018, Rayman fue anunciado como luchador en el videojuego gratuito Brawlhalla, siendo incluido el 6 de noviembre del mismo año, junto al lanzamiento del videojuego en Nintendo Switch y Xbox One.
Esto se debe a que Blue Mammoth Games, la desarrolladora de Brawlhalla, fue comprada por Ubisoft.
El 30 de agosto de 2023, Rayman fue incluido como personaje jugable en Mario + Rabbids: Sparks of Hope como parte de la última oleada de su pase de expansión. Rayman, Rabbid Peach y Rabbid Mario son invitados por el Fantasma, enemigo de Mario + Rabbids Kingdom Battle, para protagonizar su propio programa de televisión y recuperar su fama. En octubre del mismo año se estrenó en Netflix Capitán Laserhawk: Un remix de Blood Dragon, una serie de animación para adultos que mezcla personajes de diferentes propiedades de Ubisoft, entre ellos Rayman, que cuenta con especial protagonismo.